# Diecezja Monze
Diecezja Monze – diecezja rzymskokatolicka w Zambii. Powstała w 1962.

## Biskupi diecezjalni
- Bp James Corboy, S.J. (1962– 1991)
- Bp Paul Lungu, S.J. (1991– 1998)
- Bp Emilio Patriarca (1999-2014)
- Bp Moses Hamungole (2014–2021)
- Bp Raphael Mweempwa (od 2022)